# ياسر عيسى الياسري
ياسر عيسى حسن الياسري (1967) أستاذ جامعي وصحفي ومخرج مساعد عراقي. ولد في واسط. حصل على إجازة في الإخراج التلفزيوني من كليّة الفنون الجميلة في بغداد. عيّن معيدًا في كليّة نفسها، ثم عمل محررًا في القسم الثقافي لجريدة القادسية ومخرجًا مساعدًا. له ديوان شعر عنوانه أغنيات من أجل المطر.

## سيرته
ولد ياسر عيسى حسن الياسري في واسط سنة 1967. أكمل دراسته الابتدائية والمتوسطة والإعدادية في بغداد. وتخرج في كلية الفنون الجميلة، فرع الإخراج التلفزيوني.
عين معيدًا في كلية الفنون الجميلة، كما عمل محررًا في القسم الثقافي لجريدة القادسية، وفي صحفة سينما وعمل كذلك مساعد مخرج ثم مخرجًا مساعدًا. دخل التدريس والصحافة أيضًا.
كتب الشعر مبكراً ونشر معظم شعره في مجلات الآداب واليوم السابع والثقافة الجديدة والقادسية. 

## مؤلفاته
- أغنيات من أجل المطر، مجموعة شعرية
- مئة سؤال في الدراما، قراءة ملخصة في فن الشعر لأرسطو طاليس واجابات وافية لمئة سؤال في الدراما، 2018

## وصلات خارجية
- في أرشيف المجلات